# Etimologija Izraela
Osim što Izrael označava suvremenu židovsku državu, riječ ima više značenja.

## Značenja

### Osobno ime Jakova/Izraela
Izrael je povijesno osobno ime, koje u jednoj neobičnoj priči u Knjizi postanka (32:25-31) dobiva patrijarh Jakov (sin Izakov, unuk Abrahamov).
Jakov ostane sam. I neki se čovjek rvao s njim dok nije zora svanula. (26) Videći da ga ne može svladati, ugane mu bedro pri zglobu, tako da se Jakovu kuk iščašio dok su se rvali. (27) Potom reče: „Pusti me jer zora sviće!“. Ali on odgovori: „Neću te pustiti dok me ne blagosloviš“. (28) Na to ga Onaj zapita: „Kako ti je ime?“. Odgovori: „Jakov“. (29) Onaj reče: „Više se nećeš zvati Jakov nego Izrael, jer si se hrabro borio i s Bogom i s ljudima i nadvladao si.“ (30) Onda zapita Jakov: „Reci mi svoje ime!“ Odgovori Onaj: „Za moje me ime ne smiješ pitati!“. I tu ga blagoslovi. (31) Onom mjestu Jakov nadjene ime Penuel jer reče: „Vidjeh Boga licem u lice, i na životu ostadoh.“

### Židovski narod
Prema Bibliji, svi Židovi potiču od Jakova/Izraela pa se nazivaju „sinovi Izraelovi“ ili jednostavno "Izrael", kao u molitvi Šema Izrael („Čuj, Izraele“). Jakovljev otac Izak dao je predost mlađem sinu Jakovu, pred starijim Ezavom, koji je predak Edomaca, zakletih židovskih neprijatelja. U kasnijoj židovskoj predaji, „Edom“ je simbol drugih nadmoćnih neprijatelja: Rimskog Carstva i kršćanske Crkve.

### „Erec Izrael“
Erec Izrael odnosno zemlja Izraelova, jest ona zemlja na koju Židovi prema Starom zavjetu polažu pravo, na temelju obećanja koje je Bog dao Abrahamu, Izaku i Jakovu. Granice ove zemlje nisu čvrsto određene. 

### Sjeverno hebrejsko kraljevstvo (931. – 732. pr. Kr.)
Nakon raspada jedinstvenog židovskog kraljevstva 931. pr. Kr., „Sjeverno kraljevstvo“ s prijestolnicom u gradu Tirsu poznato je pod imenom Izrael, a južno, s prijestolnicom u Jeruzalemu, dobiva ime Judeja. Dolazi i do religijskog raskola, jer vladar Izraela Jeroboam uspostavlja, umjesto Solomonovog hrama u Jeruzalemu, dva nova svetišta s nezavisnim bogoštovljem i svećenstvom.  U Judeji nastavljaju vladati potomci Davidove dinastije, dok u Izraelu nema političke stabilnosti, stalni su sukobi i često nasilno smjenjivanje vladara. Asirci osvajaju Izrael i godine 732. pr. Kr. dijele je na tri pokrajine. Kralj Hošea, koji vlada Samarijom, podiže ustanak uz pomoć Egipta, ali biva poražen. Asirski kralj Sargon II. do 721. pr. Kr. osvaja Samariju i iseljava stanovništvo, te na njegovo mjesto naseljava naseljenike iz raznih krajeva Asirskog carstva, koji kasnije postaju poznati kao Samarijanci. Njihov poraz Druga knjiga o kraljevima (17:7-23) pripisuje njihov poraz otpadništvu od Jahve i služenju idolima. Izgubivši političku samostalnost, stanovništvo Izraela postepeno zaboravlja jahvističku religiju i gubi nacionalnu svijest.  Tradiciju „Izraela“, kao naroda koji potiče od Abrahama, Izaka i Jakova/Izraela, čuvaju jedino stanovnici Judeje, iako i njihovo kraljevstvo dolazi u vazalski položaj prema Asiriji i trpi prodor stranih utjecaja u religiji i obredima.

## Vanjske poveznice
- Israel (Behind the name)